# Waterloo, Illinois
Waterloo är en stad (city) i Monroe County, i delstaten Illinois, USA. Enligt United States Census Bureau har staden en folkmängd på 9 917 invånare (2011) och en landarea på 19,5 km². Waterloo är huvudort i Monroe County.